# ثقافة الفقر

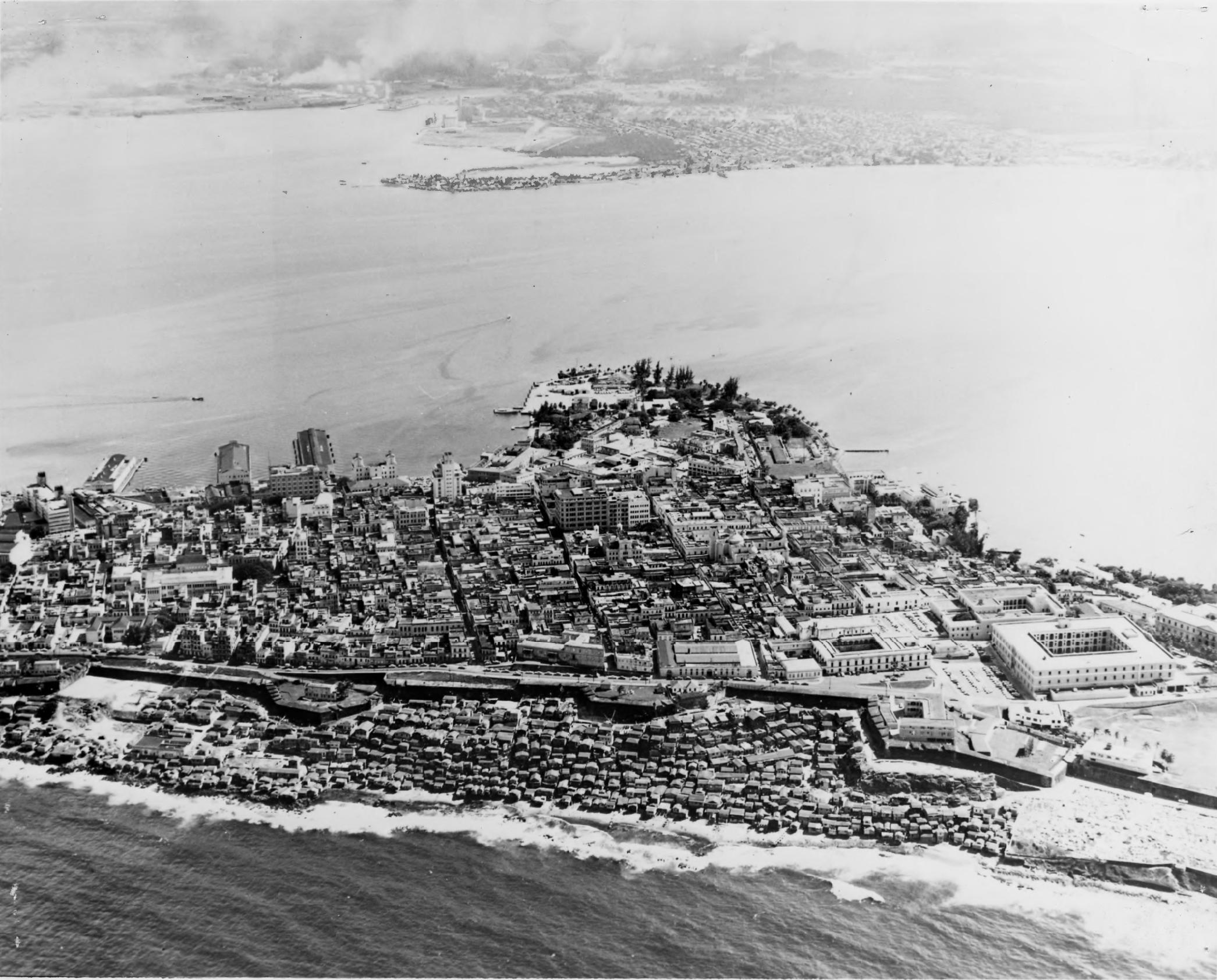

ثقافة الفقر هي مفهوم في النظرية الاجتماعية يؤكد أن قيم الأشخاص الذين يعانون من الفقر تلعب دوراً هاماً في إدامة حالتهم الفقيرة، مع الحفاظ على دائرة الفقر عبر الأجيال. اجتذبت اهتمامًا أكاديميًا وسياسيًا في السبعينيات، وحصلت على النقد الأكاديمي (Goode & Eames 1996؛ Bourgois 2001؛ Small، Harding & Lamont 2010)، وعادت في بداية القرن الحادي والعشرين.  يقدم طريقة واحدة لشرح سبب وجود الفقر على الرغم من برامج مكافحة الفقر. يصر منتقدو الثقافة المبكرة لحجج الفقر على أن تفسيرات الفقر يجب أن تحلل كيف تتفاعل العوامل الهيكلية وتُحدد الخصائص الفردية. على النحو الذي وضعته Small، Harding & Lamont (2010)، «نظرًا لأن العمل الإنساني مقيد وممكّن بالمعنى الذي يعطيه الناس لأفعالهم، يجب أن تصبح هذه الديناميكية أساسية لفهمنا لإنتاج وتكاثر الفقر وعدم المساواة الاجتماعية.»

## الصياغات المبكرة
جادل المؤيدون الأوائل للنظرية بأن الفقراء لا يفتقرون إلى الموارد فحسب، بل يكتسبون أيضًا نظام قيم يديم الفقر. وفقًا لما قاله عالم الأنثروبولوجيا أوسكار لويس، فإن «الثقافة الفرعية للفقراء تطور آليات تميل إلى إدامتها، لا سيما بسبب ما يحدث للنظرة العالمية والتطلعات والشخصية التي يكبر الأطفال فيها». (Lewis 1969, p. 199)
يزعم بعض الباحثين اللاحقين (يونغ 2004؛ نيومان 1999؛ إيدن وكيفالاس  2005؛ دوهان 2003؛ هايز 2003؛ كارتر 2005؛ والير 2002؛ دونيير 1992) أن الفقراء ليس لديهم قيم مختلفة.
ظهر مصطلح «ثقافة فرعية للفقر» (اختصر فيما بعد إلى «ثقافة الفقر») لأول مرة في كتاب الإثنوغرافيا الإثنوغرافية لخمس أسر: دراسات حالة مكسيكية في ثقافة الفقر (1959). كافح لويس لجعل «الفقراء» أشخاصًا شرعيين تحولت حياتهم إلى الفقر. وقال إنه على الرغم من أن أعباء الفقر كانت منهجية وفُرضت على هؤلاء الأفراد في المجتمع، إلا أنها أدت إلى تكوين ثقافة فرعية مستقلة حيث تم دمج الأطفال اجتماعيًا في سلوكيات ومواقف أدت إلى استمرار عجزهم عن الهروب من الطبقة الدنيا.

 أعطى لويس 70 خاصية (1996 [1966]، 1998) تشير إلى وجود ثقافة الفقر، والتي قال إنه لم يتم تقاسمها بين جميع الطبقات الدنيا. 
 الناس في ثقافة الفقر لديهم شعور قوي بالهامشية، والعجز، والتبعية، وعدم الانتماء. إنهم مثل الأجانب في بلدهم، مقتنعون بأن المؤسسات القائمة لا تخدم مصالحهم واحتياجاتهم. جنبا إلى جنب مع هذا الشعور بالعجز هو شعور واسع النطاق بالدونية، وعدم الجدارة الشخصية. هذا صحيح بالنسبة لسكان الأحياء الفقيرة في مكسيكو سيتي، الذين لا يشكلون مجموعة عرقية أو عنصرية متميزة ولا يعانون من التمييز العنصري. في الولايات المتحدة ، فإن ثقافة الفقر الموجودة في المجتمع الأسود لها عيب إضافي للتمييز العنصري.
الناس مع ثقافة الفقر لديهم القليل جدا من الشعور التاريخ. إنهم أناس مهمشون لا يعرفون سوى مشاكلهم، وظروفهم المحلية، وجوارهم، وطريقة حياتهم الخاصة. عادة، ليس لديهم المعرفة والرؤية ولا الإيديولوجية لمعرفة أوجه التشابه بين مشاكلهم ومشاكل الآخرين مثلهم في أي مكان آخر في العالم. بمعنى آخر، فهم ليسوا وعيًا طبقيًا، على الرغم من أنهم حساسون جدًا بالفعل لتمييز المكانة. عندما يصبح الفقراء وعيًا طبقيًا أو أعضاء في منظمات نقابية، أو عندما يتبنون نظرة دولية للعالم، فإنهم، في رأيي، لم يعدوا جزءًا من ثقافة الفقر رغم أنهم قد لا يزالون فقراء بشكل يائس. (Lewis 1998)
 رغم أن لويس كان مهتمًا بالفقر في العالم النامي، فقد أثبت مفهوم ثقافة الفقر أنه جذاب لصانعي السياسة العامة والسياسيين في الولايات المتحدة. وقد أبلغت بقوة مستندات مثل تقرير موينيهان (1965) وكذلك الحرب على الفقر، بشكل عام.
تبرز ثقافة الفقر أيضًا كمفهوم رئيسي في مناقشة مايكل هارينجتون للفقر الأمريكي في أمريكا الأخرى (1962). بالنسبة إلى هارينغتون، فإن ثقافة الفقر هي مفهوم هيكلي تحدده المؤسسات الاجتماعية للإقصاء التي تخلق وتديم دورة الفقر في أمريكا.

## التفاعلات
منذ الستينيات من القرن الماضي، حاول منتقدو ثقافة الفقر شرحًا لاستمرار الطبقات الدنيا في محاولة لإظهار تلك الحقيقة.بيانات العالم لا تتناسب مع نموذج لويس (Goode & Eames 1996). في عام 1974، أصدرت عالمة الأنثروبولوجيا كارول ستاك انتقادات لها، واصفة إياها بأنها «قاتلة» ولاحظت أن الإيمان بفكرة ثقافة الفقر لا يصف الفقراء بقدر ما يخدم مصالح الأغنياء.

 كتبت، مستشهدة هيلان لويس بانتقاد آخر لأوسكار لويس "ثقافة الفقر: 
 ثقافة الفقر، كما يشير هيلان لويس، لها طبيعة سياسية أساسية. والأهم هو أن الجماعات السياسية والعلمية تحاول ترشيد سبب فشل بعض الأميركيين في تحقيق ذلك في المجتمع الأمريكي. يقول لويس (1971) إنها "فكرة يعتقدها الناس ويريدون إيمانها وربما يحتاجون إلى تصديقها".إنهم يريدون أن يصدقوا أن زيادة دخل الفقراء لن يغير أنماط حياتهم أو قيمهم، ولكنهم سيحولون مبالغ مالية أكبر إلى حفر غير قابلة للتدمير الذاتي. تحظى هذه النظرة القاتلة بقبول واسع بين العلماء ومخططي الرعاية الاجتماعية والجمهور المصوت في الواقع، حتى في أعرق الجامعات، أصبحت نظريات البلاد التي تزعم الدونية العنصرية سائدة بشكل متزايد.  
 وهكذا، توضح الطريقة التي تخلق بها المصالح السياسية للحفاظ على أجور الفقراء منخفضة مناخًا مناسبًا سياسياً للمشاركة في فكرة ثقافة الفقر (Stack 1974) في علم الاجتماع والأنثروبولوجيا، خلق المفهوم رد فعل عنيف، دفع العلماء إلى النظر في الهياكل بدلاً من "إلقاء اللوم على الضحية" (Bourgois 2001) .
منذ أواخر التسعينيات، شهدت ثقافة الفقر تجددًا في العلوم الاجتماعية، لكن معظم العلماء يرفضون الآن فكرة ثقافة الفقر المتجانسة وغير المتغيرة. البحوث الحديثة ترفض عادة فكرة أن ما إذا كان الناس فقراء يمكن تفسيره من خلال قيمهم. غالبًا ما يتردد في تقسيم التفسيرات إلى «هيكلي» و «ثقافي»، بسبب الفائدة المشكوك فيها بشكل متزايد لهذا التمييز القديم. 

## اقتباسات
1. ↑  Cohen 2010.
2. ↑  Stack 1974.
3. ↑  Small, Harding & Lamont 2010.